# Schoenocrambe suffretescens
Schoenocrambe suffretescens là một loài thực vật có hoa trong họ Cải. Loài này được (Rollins) S.L. Welsh & Chatterley miêu tả khoa học đầu tiên năm 1985.